# Damernas masstart vid världsmästerskapen i skidskytte 2013
Damernas masstart vid skidskytte‐VM 2013 avgjordes söndagen den 17 februari 2013 kl. 12:00 (CET) i Nové Město na Moravě i Tjeckien.
Detta var damernas sista tävling på världsmästerskapen. Distansen var 12,5 km och det var totalt fyra skjutningar: liggande + liggande + stående + stående. Vid varje missat skott bestraffades man med en straffrunda.
Världsmästare blev vitryskan Darja Domratjeva följt av Tora Berger och Monika Hojnisz.

## Tidigare världsmästare
| År   | Ort             | Mästare          |
| ---- | --------------- | ---------------- |
| 2007 | Antholz         | Andrea Henkel    |
| 2008 | Östersund       | Magdalena Neuner |
| 2009 | Pyeongchang     | Olga Zajtseva    |
| 2010 | Chanty-Mansijsk | Tävlades inte i  |
| 2011 | Chanty-Mansijsk | Magdalena Neuner |
| 2012 | Ruhpolding      | Tora Berger      |

## Resultat
| Placering | Namn               | Land      | Tid      | Straffrundor (L + L + S + S) | Straffrundor (L + L + S + S) |
| --------- | ------------------ | --------- | -------- | ---------------------------- | ---------------------------- |
| 1         | Darja Domratjeva   | Belarus   | 35.54,5  | 2                            | (1 + 0 + 0 + 1)              |
| 2         | Tora Berger        | Norge     | + 8,7    | 2                            | (1 + 0 + 1 + 0)              |
| 3         | Monika Hojnisz     | Polen     | + 27,6   | 1                            | (0 + 0 + 1 + 0)              |
| 4         | Vita Semerenko     | Ukraina   | + 46,6   | 2                            | (0 + 1 + 0 + 1)              |
| 5         | Olga Zajtseva      | Ryssland  | + 52,1   | 2                            | (1 + 1 + 0 + 0)              |
| 6         | Miriam Gössner     | Tyskland  | + 52,1   | 4                            | (0 + 1 + 0 + 3)              |
| 7         | Krystyna Pałka     | Polen     | + 1.00,8 | 1                            | (0 + 0 + 0 + 1)              |
| 8         | Teja Gregorin      | Slovenien | + 1.04,5 | 2                            | (0 + 1 + 0 + 1)              |
| 9         | Marie Dorin Habert | Frankrike | + 1.10,8 | 2                            | (0 + 0 + 2 + 0)              |
| 10        | Jana Gereková      | Slovakien | + 1.17,7 | 3                            | (0 + 1 + 1 + 1)              |